# Ушаклыгиль, Латифе
Латифе́ Уша́клыги́ль (тур. Latife Uşaklıgil; 17 июня 1898 — 12 июля 1975) — турецкий государственный деятель, жена первого президента Турции Мустафы Кемаля Ататюрка в 1923—1925 годах.

## Биография

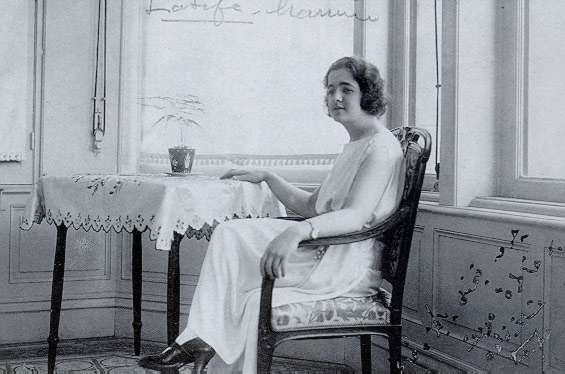
Первая леди Турции, Латифе Ушаклыгиль (1923)

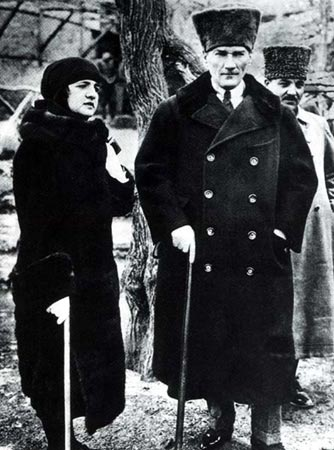
Мустафа Кемаль и Латифе во время поездки (1923)

Родилась в 1898 году в Измире (имя при рождении Латифе Ушакизаде (тур. Latife Uşakizâde)) в семье известного торговца с родственными корнями в городе Ушак, откуда пошло неофициальное название их рода — Ушакизаде. По отцовской линии приходилась родственницей известному турецкому писателю Халиту Зие Ушаклыгилю. Окончила среднюю школу в Измире и в 1919 году начала обучение юриспруденции в Париже и Лондоне. Когда она вернулась в Турцию, турецкая война за независимость близилась к концу. 11 сентября 1922 года, узнав, что Мустафа Кемаль-паша находится в Измире, Латифе пошла к нему в штаб и предложила остаться в их семейном особняке по соображениям безопасности. Мустафа Кемаль с благодарностью принял предложение, после чего начались их отношения. Латифе и Мустафа Кемаль поженились 29 января 1923 года, когда Мустафа Кемаль вернулся в Измир после смерти своей матери — Зюбейде-ханым.
В течение двух с половиной лет, которые длился их брак, Латифе в качестве первой леди Турции была своего рода символом эмансипации женщин, которая шла в ходе многочисленных реформ Ататюрка.
Мустафа Кемаль и Латифе развелись 5 августа 1925 года. После этого Латифе жила до своей смерти в 1975 году в Измире и Стамбуле, избегая контактов с кем-либо. После развода с Мустафой Кемалем она больше не выходила замуж и хранила молчание по поводу их отношений на протяжении всей жизни. В 2005 году семья Латифе отклонила предложения о публикации её дневника и переписки с Ататюрком.
Подробная биография Латифе, написанная журналисткой газеты Джумхуриет Ипек Чалышлар, была опубликована в 2006 году и вызвала обширную полемику в Турции.